# شريان مثاني علوي
يعطي الشريان المثاني العلوي فروعًا عديدة لتغذية الجز العلوي من المثانة.

## التركيب

### النمو
يمثل الشريان المثاني العلوي الجزء الأخير من الشريان السري.

### الاختلافات
ينشأ الشريان المثاني المتوسط من الشريان المثاني العلوي لتغذية قاع المثانة والحويصلة المنوية. عادةً لا يتم ذكر هذا الشريان في مراجع النشريح، وبدلًا من ذلك يتم اعتبار أن تلك الشرايين الغزيرة تنشأ من مصدر مشترك لتغذية المثانة دون التفرقة بينها.

## الوظيفة
تغذي بعض الفروع الأخرى الحالب.